# Criminal Activities
Criminal Activities is een Amerikaanse misdaadfilm uit 2015 van Jackie Earle Haley met in de hoofdrollen onder meer John Travolta en Michael Pitt.

## Verhaal
Voormalige schoolgenoten Zach (Michael Pitt), Noah (Dan Stevens), Warren (Christopher Abbott) en Bryce (Rob Brown) investeren op basis van vertrouwelijke informatie in een groot farmaceutisch bedrijf, maar dit loopt verkeerd. Een van hen heeft voor tonnen geleend bij gangster Eddie (John Travolta), die bereid is de schuld kwijt te schelden als de vier een neef van een rivaliserende crimineel ontvoeren. Neef Marques (Edi Gathegi) is echter meer dan een willoos slachtoffer en probeert de vier tegen elkaar uit te spelen.

## Rolverdeling
| Acteur             | Personage | Opmerkingen                                            |
| ------------------ | --------- | ------------------------------------------------------ |
| Michael Pitt       | Zach      |                                                        |
| Dan Stevens        | Noah      | schoolvriend van Zach                                  |
| Christopher Abbott | Warren    | schoolvriend van Zach                                  |
| Rob Brown          | Bryce     | schoolvriend van Zach                                  |
| John Travolta      | Eddie     | crimineel                                              |
| Jackie Earle Haley | Gerry     | ondergeschikte van Eddie; tevens regisseur van de film |
| Edi Gathegi        | Marques   | neef van rivaliserende crimineel                       |
| Morgan Wolk        | Janie     |                                                        |
| Travis Aaron Wade  | Santos    | agent                                                  |
| Alan B. Jones      | Reichert  | agent                                                  |

## Productie
Opnamen voor deze film vonden onder meer plaats in de stad Cleveland (Ohio).